# Los pajaritos
Los pajaritos és un migmetratge realitzat per a televisió, de 37 minuts de durada, que es va estrenar el 21 de gener de 1974 a La 1 de Televisió espanyola.

## Argument
En un Madrid envaït per la contaminació, els ocells comencen a desaparèixer davant una atmosfera que no resisteixen. Una parella d'ancians (Julia Caba Alba i José Orjas), estan decidits a posar fi a aquesta situació i salvar els ocells. Finalment, es veuran abocats a abandonar la gran ciutat a la recerca de terres més saludables.

## Premis
El telefilm va ser guardonat en el XIV Festival de Televisió de Montecarlo.